# Team Colpack-Astro
Il Team Colpack-Astro, precedentemente conosciuta come Team Colpack era una squadra maschile italiana di ciclismo su strada attiva tra i professionisti dal 2000 al 2002.
La squadra ottenne una vittoria nel 2000 con Denis Lunghi che vinse il Gran Premio Industria Commercio Artigianato Carnaghese.
L'anno successivo l'uzbeko Rafael' Nuritdinov vinse il Gran Premio Industria Commercio Artigianato Carnaghese, Oscar Borlini vinse il Giro d'Oro e Denis Lunghi vinse il Giro del Friuli.
Nel 2002 la squadra venne invitata al Giro d'Italia, Denis Lunghi vinse la 12ª tappa con arrivo a Chieti dopo 80 km di fuga.
Dalla stagione successiva si fonde con la Da Nardi-Pasta Montegrappa nella De Nardi-Colpack.

## Cronistoria

### Annuario
| Anno | Codice | Nome               | Cat. | Biciclette | Dirigenza                                                                      |
| ---- | ------ | ------------------ | ---- | ---------- | ------------------------------------------------------------------------------ |
| 2000 | CPK    | Team Colpack       | GSII | Gion       | Dir. sportivi: Antonio Bevilacqua, Cristiano Colleoni                          |
| 2001 | CPK    | Team Colpack-Astro | GSII | Gion       | Dir. sportivi: Antonio Bevilacqua, Cristiano Colleoni                          |
| 2002 | CPK    | Team Colpack-Astro | GSII | Gion       | Manager:Gianluigi Stanga Dir. sportivi: Antonio Bevilacqua, Cristiano Colleoni |

### Classifiche UCI
| Anno | Class. | Pos. | Migliore cl. individuale |
| ---- | ------ | ---- | ------------------------ |
| 2000 |        | 27º  | Denis Lunghi (236º)      |
| 2001 |        | 26º  | Denis Lunghi (197º)      |
| 2002 |        | 19º  | Denis Lunghi (277º)      |

## Palmarès

### Grandi Giri
- Giro d'Italia

Partecipazioni: 2 (2001, 2002)
Vittorie di tappa: 1
2002: 1 (Denis Lunghi)
- Tour de France

Partecipazioni: 0
- Vuelta a España

Partecipazioni: 0